# Danger Freak
Danger Freak is een computerspel dat werd ontwikkeld en uitgegeven door Rainbow Arts Software GmbH. Het spel kwam in 1987 uit voor de Commodore 64 en de Amiga. Het spel is een side-scrolling actiespel. De speler speelt een stuntman en moet gevaarlijke stunts uitvoeren, zoals op een motorfiets obstakels mijden of vanaf een rijdende auto in een helikopter springen vlak voordat deze tegen een muur aanrijdt. Smash

## Ontvangst
| Beoordeeld door                       | Platform     | Datum      | Score |
| ------------------------------------- | ------------ | ---------- | ----- |
| Power Play                            | Amiga        | april 1989 | 61%   |
| Power Play                            | Commodore 64 | juli 1988  | 60%   |
| ACE (Advanced Computer Entertainment) | Commodore 64 | juni 1989  | 59%   |